# Trichia persimilis
Trichia persimilis, auf Deutsch mitunter als Ockerfarbiger Haarstäubling bezeichnet, ist ein weit verbreiteter und recht häufiger Schleimpilz (Myxomycet) aus der Familie der Trichiidae.

## Merkmale
Trichia persimilis bildet ungestielte Fruchtkörper (Sporokarpe), die eine kugelige, seltener eine etwas längliche Form besitzen. Sie wachsen in dicht gedrängten Gruppen. Die Färbung reicht von hellbraun über braungelb bis ocker. Die einzelnen Sporokarpe erreichen eine Höhe von bis zu 1 mm und eine Breite von 0,2 bis 1,2 mm. Durch den seitlichen Druck in der dichten Anordnung sind sie oft verformt.
Unter den Sporokarpien befindet sich eine der Gruppe gemeinsame häutige Unterlage (Hypothallus). Sie ist durchsichtig und erscheint im durchfallenden Licht hell gelbbraun bis braun. Die Hülle (Peridie) selbst ist hellgelb bis gelb gefärbt. Sie reißt in der oberen Hälfte unregelmäßig auf und zerfällt dort; der untere Teil ist beständig. Sie weist feine, teils wirbelig angeordnete Linien auf. Das Haargeflecht (Capillitium) ist unelastisch und gelb gefärbt. Die Fasern (Elateren) besitzen 4 bis 5 dicht gewickelte Spiralleisten und weisen feine 1–5 µm lange Stacheln auf, die farblos und selten verzweigt sind. Längsstreifen sind schwach ausgeprägt. Die Enden der Elateren sind kurz (5–15 µm) zugespitzt, selten auch zweispitzig. Die Fasern sind 4–6 µm dick und mitunter blasig verdickt, wo sie bis zu 15 µm breit werden können. Die Sporen erscheinen in Masse gelb bis gelbbraun, im durchfallenden Licht gelb. Sie sind rund, selten breitelliptisch geformt und besitzen eine 1–2 µm breite Randzone. Auf ihrer Oberfläche befindet sich ein unterbrochenes Netz, das oft nur fragmentarisch vorhanden und aus kleineren Netzmaschen zusammengesetzt ist. Die Sporen messen 10–16 µm im Durchmesser; breitelliptische Exemplare sind 12–13 × 14–16 µm groß. Der Rand ist jeweils mitgerechnet.
Das Plasmodium ist weiß.

## Artabgrenzung
Äußerlich ist Trichia scabra sehr ähnlich. Deren Fruktifikationen besitzen eine irisierende Peridie stehen meist weniger dicht. Darüber hinaus sind das Capillitium und die Sporen mehr orangefarben. Mikroskopisch besitzt T. scabra Sporen mit einem feinmaschigen Netz, das nicht aus Einzelmaschen zusammengesetzt ist. Trichia favoginea, sofern als eigenständige Art betrachtet, unterscheidet sich durch ein i. d. R. vollständiges Netz auf den Sporen und eine breitere Randzone. Es kommen auch Fruktifikationen mit leuchtend gelbem Capillitium vor, was bei T. persimilis nie der Fall ist.

## Ökologie und Verbreitung
Trichia persimilis besiedelt überwiegend Laubholz, seltener Nadelholz. Das Substrat bilden dabei u. a. Birken, Eichen, Hain- und Rotbuche sowie bei den Nadelhölzern Fichten. Darüber hinaus können auch verschiedene Stielporlingsartige (Polyporales) als Unterlage dienen. Die Fruktifikation erfolgt das ganze Jahr über, vor allem aber von September bis Mai. Vergesellschaftungen wurden mit Arcyria helvetica, A. incarnata, Comatricha tenerrima, Cribraria persoonii, Dianema harveyi, dem Blutmilchpilz (Lycogala epidendrum s. l.), Stemonitopsis typhina, Trichia decipiens var. decipiens, T. favoginea, T. scabra und T. varia beobachtet.
Die Art ist ein Kosmopolit und in Mitteleuropa häufig anzutreffen.

## Systematik
Aufgrund von vorkommenden Zwischenformen von T. favoginea, T. affinis und T. persimilis werden die drei Taxa von einigen Autoren zu einer Art zusammengefasst. Diese Ansicht ist jedoch umstritten.